# 原子力エネルギー発生装置事件
原子力エネルギー発生装置事件（げんしりょくエネルギーはっせいそうちじけん）または原子炉事件とは、ある原子力を利用したエネルギー発生装置が日本の旧特許法1条（大正10年法律第96号）にいう工業的発明と認められるかどうかが、最高裁判所で争われた事件である。

## 経緯
イレーヌ・ジョリオ＝キュリー達によってなされた、原子炉に関する基本原理を含む世界的に有名な発明が、日本に特許出願（代理人・杉村信近）されたことが発端である。
原告・上告人は1940年に、「中性子の衝撃による天然ウランの原子核分裂現象を利用し、その原子核分裂を起こす際に発生するエネルギーの爆発を惹起することなく有効に工業的に利用できるエネルギー発生装置を得ることを目的とする」発明を出願した。
その発明は、第2次世界大戦により敵国人出願として出願無効処分を受けたが、連合国人工業所有権戦後措置令によって出願の効力が回復されたものの、特許庁から1962年に「発明未完成」を理由に拒絶査定を受けた。本発明は、「原子炉特許第１号」の名で呼ばれる世界的に著名な発明であり、日本を除く出願国の全てで特許されていたことから、原告・上告人は拒絶査定不服審判を請求したが、特許庁は「産業上安全に利用することができない」として審判請求不成立の審決を行った。
そして、審決の取消を求めて訴訟が提起されたものの、東京高等裁判所は1963年9月26日に請求を棄却した。

## 判決
上告を受けた最高裁判所は、1969年1月28日、次のように判示して上告を棄却した：
| 「 | そのような装置の発明であるとすれば、それは単なる学術的実験の用具とは異なり、少なくとも定常的かつ安全にそのエネルギーを取り出せるよう作動するまでに技術的に完成したものでなければならないのは当然であつて、そのためには、中性子の衝撃による原子核の分裂現象を連鎖的に生起させ、かつ、これを適当に制御された状態において持統させる具体的な手段とともに、右連鎖的に生起する原子核分裂に不可避的に伴う多大の危険を抑止するに足りる具体的な方法の構想は、その技術内容として欠くことのできないものといわなければならない。 | 」 |

| 「 | 論旨は、その装置が定常的かつ安全に作動することは発明の技術的完成の要件に属しないものと主張し、また、それが旧特許法一条にいう工業的発明とするのには、発明の技術的効果が産業的なものであれば足りると論ずるが、本願発明が連鎖的に生起する原子核分裂現象を安全に統制することを目的としたものであることに目を蔽うものであり、また、それが定常的かつ安全に実施しがたく、技術的に未完成と認められる以上、エネルギー発生装置として産業的な技術的効果を生ずる程度にも至つていないものといわざるをえない。 | 」 |

| 「 | 発明は自然法則の利用に基礎づけられた一定の技術に関する創作的な思想であるが、特許制度の趣旨にかんがみれば、その創作された技術内容は、その技術分野における通常の知識・経験をもつ者であれば何人でもこれを反覆実施してその目的とする技術効果をあげることができる程度にまで具体化され、客観化されたものでなければならない。従つて、その技術内容がこの程度に構成されていないものは、発明としては未完成であり、もとより旧特許法一条にいう工業的発明に該当しないものというべきである。 | 」 |

## 評価
本判決には賛否両論ある。渋谷達紀『知的財産法講義Ⅰ』は、前述の複雑な経緯から仮に特許成立を認めると「諸外国では特許が切れていた本件発明がわが国でだけ1960年代に入ってから成立するところであった」ことを指摘し、「判決の背後には、産業政策的な考慮が働いていたのかもしれない」とする。